# Henri Wittmann

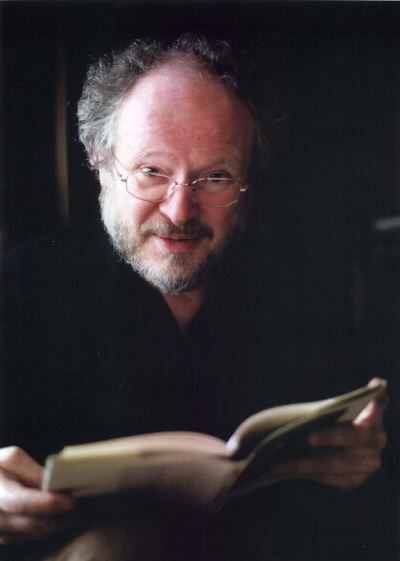
Wittmann 2002

Henri Wittmann (* 1937 im Elsass) ist ein kanadischer Linguist aus Quebec. Am bekanntesten sind seine Arbeiten über die französische Sprache in Quebec.

## Ausbildung und Berufsleben
Nach seinem Studium bei André Martinet an der Sorbonne begab sich Henri Wittmann selbst in das Exil nach Nordamerika und lehrte zunächst erfolgreich an der University of Colorado at Boulder, der University of Alberta in Edmonton sowie der University of Windsor und McGill University in Montreal. Anschließend unterrichtete Wittmann im französischen Universitätssystem von Quebec an der Université du Québec à Trois-Rivières, der Université du Québec à Rimouski sowie an der Université de Sherbrooke. 1997 zog er sich aus der Lehre zurück, nachdem er eine umfangreiche Reihe von Vorträgen in Frankreich gehalten hatte. In den folgenden Jahren wurde er der erste Direktor der Öffentlichkeitsabteilung der Université du Québec à Trois-Rivières und emeritierter Forscher am Centre d’Analyse des Littératures Francophones des Amériques (CALIFA) an der Carleton University in Ottawa.

## Persönliches
Politisch ist Henri Wittmann bekannt für seine Sympathien für den Anarchosyndikalismus und seine starken Verbindungen zur Confédération des syndicats nationaux, dem an der Mitgliederzahl gemessenen zweitgrößten Gewerkschaftsbund in Quebec. Darüber hinaus ist er in Anti-Kriegsbewegungen aktiv. Von 1974 bis 1978 war er zentral an einem Konflikt an der Universität von Quebec beteiligt, durch den die Praxis von Verhandlungen in der akademischen Welt nachhaltig verändert wurde. Als Spezialist für das linguistische Erbe von Quebec ist er  ein starker Verfechter der Unabhängigkeit von Quebec.
Wittmann ist seit 1962 Mitglied auf Lebenszeit bei der Linguistic Society of America (LSA). 1965 gründete er zusammen mit André Rigault und Douglas Ellis die linguistische Abteilung an der McGill University in Montreal. 1981 gründete er gemeinsam mit Normand Beauchemin und Robert Fournier die Association québécoise de linguistique, für die er zehn Jahre als Präsident, Generalsekretär und Veranstalter des jährlichen Treffens tätig war. Ebenfalls 1981 wurde Wittmann erster Redakteur der Revue québécoise de linguistique théorique et appliquée und behielt diese Tätigkeit für 20 Jahre bei.

## Beiträge zur Linguistik
Als Vertreter der Komparatistik trug Wittmann zur Erforschung der Morphologie verschiedener Sprachen und Sprachfamilien bei. Zwischen 1963 und 2002 veröffentlichte Wittmann mehr als 140 Schriftwerke zu diesen Themen, darunter zu:
- Prä-Indogermanische Sprachen,
- Indogermanische Sprachen (Hethitisch, Italisch, Romanisch, Germanisch, Kreolisch),
- Afroasiatische Sprachen (Ägyptisch),
- Afrikanische Sprachen (Mande, Kwa, Bantu),
- Austronesische Sprachen (Malagasy, Polynesisch) sowie
- Amerindische Sprachen (Arawak, Carib).

### Werke (Auswahl)
- The Indo-European Drift and the Position of Hittite
- A Transformational Sketch of old French
- Le joual, c'est-tu un créole?
- Règles de Narration dans les Chansons de Geste et le roman courtois
- Recent developments in diachronic Linguistics